# Oberdürenbach
Oberdürenbach là một đô thị thuộc huyện Ahrweiler, trong bang Rheinland-Pfalz, phía tây nước Đức. Đô thị Oberdürenbach có diện tích 6,94 km², dân số thời điểm ngày 31 tháng 12 năm 2006 là 621 người.